# Экстаз (картина)
Экста́з (польск. Szał uniesień) — картина Владислава Подковинского, написанная в 1894 году. Это одна из самых известных польских картин, которую искусствоведы считают первым значительным произведением символизма в польской живописи. Во время своего первого показа на выставке в Варшаве, картина вызвала немало споров, среди публики и в прессе, из-за своей провокационной формы. Ещё большую популярность картина приобрела после того, как сам автор — Подковинский решил её уничтожить, порезав ножом прямо на выставке. После смерти художника картина была восстановлена Витольдом Урбанским. Отреставрированную работу, с помощью посредника, мать художника одалживала на различные выставки в Лодзи, Кракове и даже в Москве и Санкт-Петербурге. Наконец, в 1901 году Феликс Ясенский приобрёл «Экстаз», а через три года передал его Национальному музею в Кракове, которому картина принадлежит по сегодняшний день.

## Описание
Картина изображает обнажённую рыжеволосую женщину на взбесившейся вороной лошади, которая встаёт на дыбы. Животное обнажает зубы, у него высунутый язык и широкие ноздри, изо рта идёт пена. Женщина скачет на лошади без седла, обнимая её за шею, её глаза закрыты, распущенные волосы переплетаются с гривой лошади. На монументальном полотне, высота, которого превышает три метра, фигуры изображены в натуральную величину.
Цветовая гамма довольно узкая и состоит из черного, коричневого и серого, контрастирующих с белым и желтым. Изображение разделено на светлые и темные части. Верхний левый угол освещен, направляя внимание на четкую фигуру женщины и рот лошади. Правая сторона картины показывает закрученную темноту, в которой можно увидеть хвост лошади.

## История создания картины
По рассказу друга художника, Стефана Лаврисевича, идея картины возникла у Подковинского ещё в 1889 году, во время его пребывания в Париже. Он разрабатывал эскизы в течение нескольких лет. В 1893 году композиция уже приобрела общие очертания, о чём свидетельствует сохранившийся масляный эскиз. В дальнейшем творческом процессе художник постепенно сокращал цветовую гамму картины и отказывался от дополнительных элементов композиции, таких как лавина камней, падающая с каменистого склона. Полотно создавалось в Варшаве в течение трёх месяцев, на рубеже 1893—1894 годов, в мастерской, расположенной во дворце Коссаковских. По словам самого художника, в последние недели работы над картиной, он тяжело болел и рисовал практически не вставая с постели.

### Первая выставка
Впервые, работа экспонировалась в Национальной галерее искусств Захента в Варшаве 18 марта 1894 года. Выставка прошла в атмосфере сенсации и скандала. В первый день картину посмотрели тысяча зрителей, а за 36 дней выставки — 12 тысяч человек. Несмотря на свою популярность, купить картину желающих не нашлось.
Утром 24 апреля 1894 года, незадолго до запланированного окончания выставки, Подковинский пришёл в галерею и на глазах у всех разрезал работу ножом. Сам художник туманно и неясно говорил о причинах своего решения. По словам Александра Свентоховского, после окончания выставки, вместо того, чтобы просто снять работу, он решил выразить таким образом свои неоправданные надежды.
Также, очень быстро распространились слухи о женщине, изображённой на картине. Считалось, что это Ева Котарбинская, с которой художник познакомился во время летнего визита во дворце в Хшенсне под Варшавой, и к которoй испытывал неразделённую любовь. Разрушение картины именно в том месте, где была изображена женщина и преждевременная смерть художника подпитали эти предположения, добавив к легенде сенсационную тему самоубийства.